# Capella de l'Assumpció (Tortosa)
La Capella de l'Assumpció és una obra del monumentalisme academicista de Tortosa inclosa a l'Inventari del Patrimoni Arquitectònic de Catalunya.

## Descripció
Capella d'una sola nau situada dins del recinte del Seminari. Presenta un interior força decoratiu sobretot pel que al presbiteri i la cúpula. Tot el conjunt està policromat amb escenes religioses; presidint la cúpula hi ha inscrita en un medalló Crist i els quatre evangelistes al voltant, i a la part inferior cinc arcades on s'inscriuen escenes de la vida de Crist, tres centrals darrere l'altar i dues laterals. El sostre també està ornamentat per motius geomètrics i vegetals amb tons vermellosos.